# 1944年山东军区对日作战
1944年山东军区对日作战为1944年春，由于日军在太平洋战场上继续失利，对山东根据地的“蚕食”政策遭到严重打击，被迫实行兵力的重点配备，同时，由于日军兵力不足，不得不增加大量伪军（包括大批降日的国民革命军）。据此，山东军区决定进行局部反攻。3月25日，山东战场局部反攻开始，通过军事和政治攻势，到12月，先后占领沂水、利津、临邑、乐陵等县城和15500余个村庄，共计人口900余万，根据地面积不断扩大，共歼日军4800余人、伪军5.4万余人，争取1.1万余伪军反正，收复县城9座，占领日军据点1200余处，攻势结束后山东军区部队发展到15万余人，民兵发展到37万余人，为山东军区1945年对日大反攻创造了条件。